# Петр Сикора (1976)
Петр Сикора (чеськ. Petr Sýkora; 19 листопада 1976, м. Пльзень, ЧССР) — чеський хокеїст, правий нападник. 
Вихованець хокейної школи клубу «Пльзень». Виступав за команди «Пльзень», «Клівленд Ламберджекс» (ІХЛ), «Детройт Вайперс» (ІХЛ), «Олбані Рівер-Ретс» (АХЛ), «Нью-Джерсі Девілс», «Анагайм Дакс», «Металург» (Магнітогорськ), «Нью-Йорк Рейнджерс», «Едмонтон Ойлерс», «Піттсбург Пінгвінс», «Міннесота Вайлд», «Динамо» (Мінськ), «Нью-Джерсі Девілс», СК «Берн».
В чемпіонатах НХЛ — 1017 матчів (323+398), у турнірах Кубка Стенлі — 133 матчі (34+40).
У складі національної збірної Чехії учасник зимових Олімпійських ігор 2002 (4 матчі, 1+0), учасник чемпіонатів світу 1996, 1998, 1999 і 2005 (17 матчів, 3+6), учасник Кубка світу 1996 і 2004 (5 матчів, 0+2). У складі молодіжної збірної Чехії учасник чемпіонатів світу 1994 і 1995. У складі юніорської збірної Чехії учасник чемпіонату Європи 1993 і 1994.
Досягнення
- Чемпіон світу (1999, 2005), бронзовий призер (1998)
- Володар Кубка Стенлі (2000, 2009)
- Бронзовий призер юніорського чемпіонату Європи (1993, 1994).